# Высока (гмина)
Высока (пол. Wysoka) — гмина (уезд) в Польше, входит как административная единица в Пилский повет, Великопольское воеводство. Население — 6943 человека (на 2004 год).

## Соседние гмины
1. Гмина Бялосливе
2. Гмина Качоры
3. Гмина Краенка
4. Гмина Лобженица
5. Гмина Мястечко-Краеньске
6. Гмина Выжиск
7. Гмина Злотув